# 무세이
무세이(Musei)는 이탈리아 사르데냐주 수드사르데냐도에 있는 코무네이다. 칼리아리 서쪽으로 약 40 킬로미터 (25 mi), 카르보니아 북동쪽으로 약 20 킬로미터 (12 mi) 떨어져 있다. 2004년 12월 31일 기준으로 인구는 1,493명이고 면적은 20.3 제곱킬로미터 (7.8 mi2)이다.
무세이는 다음 지방 자치 단체와 접한다: 도무스노바스, 이글레시아스, 실리쿠아, 빌라마사르자.